# Diablica (powieść)
Diablica (ang. The Life and Loves of a She-Devil) - feministyczna powieść brytyjskiej pisarki Fay Weldon z 1983 roku.

## Treść
Bohaterka powieści imieniem Ruth jest niezbyt atrakcyjną żoną przystojnego finansisty. Pewnego dnia dowiaduje się o romansie męża z atrakcyjną pisarką. Postanawia zemścić się i zniszczyć mu życie.
Na podstawie powieści powstał w 1989 roku film o tym samym tytule z Roseanne Barr w roli głównej.